# Cá sấu mõm rộng
Caiman latirostris (tên tiếng Anh: Broad-snouted Caiman range - Cá sấu Caiman mõm rộng) là một loài cá sấu trong họ Alligatoridae được tìm thấy ở miền đông và miền Trung Nam Mỹ, bao gồm cả Đông Nam Brasil, Bắc Argentina, Uruguay, Paraguay và Bolivia. Nó được tìm thấy chủ yếu ở đầm nước ngọt, đầm lầy, và rừng ngập mặn.

## Hình ảnh

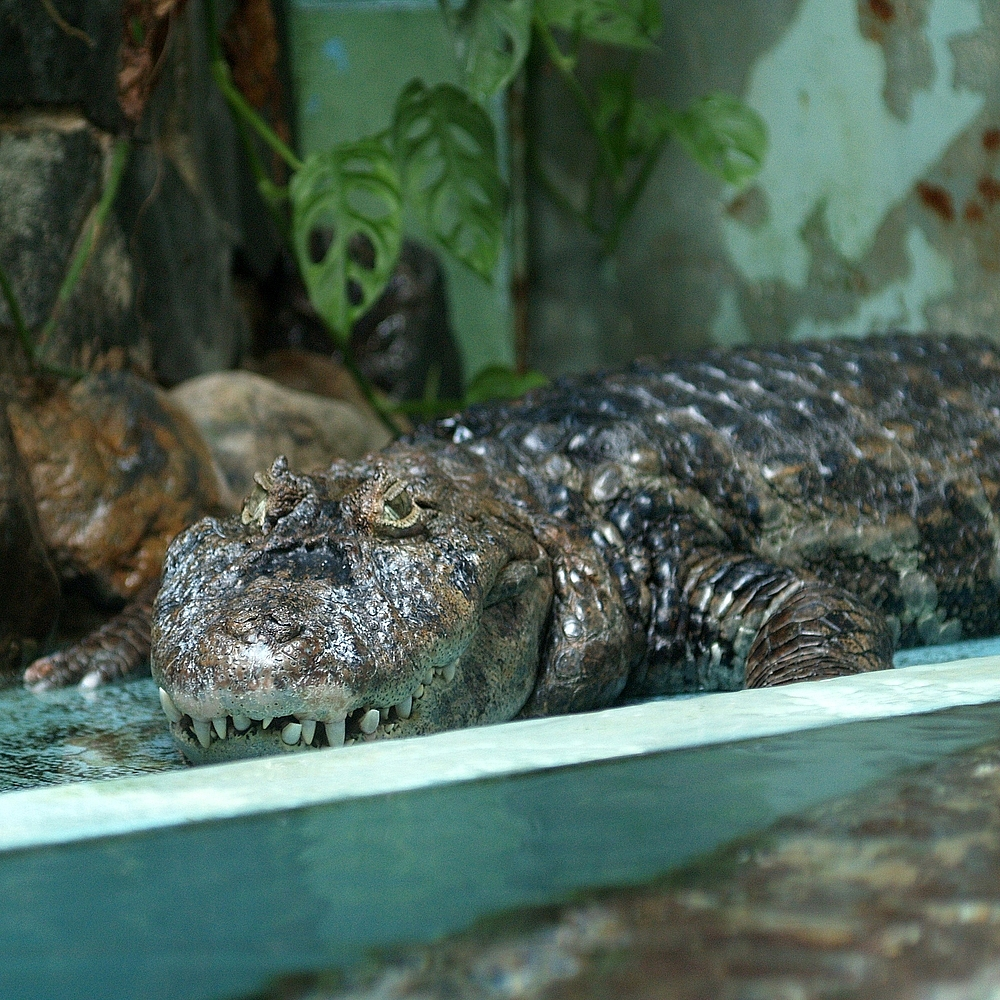
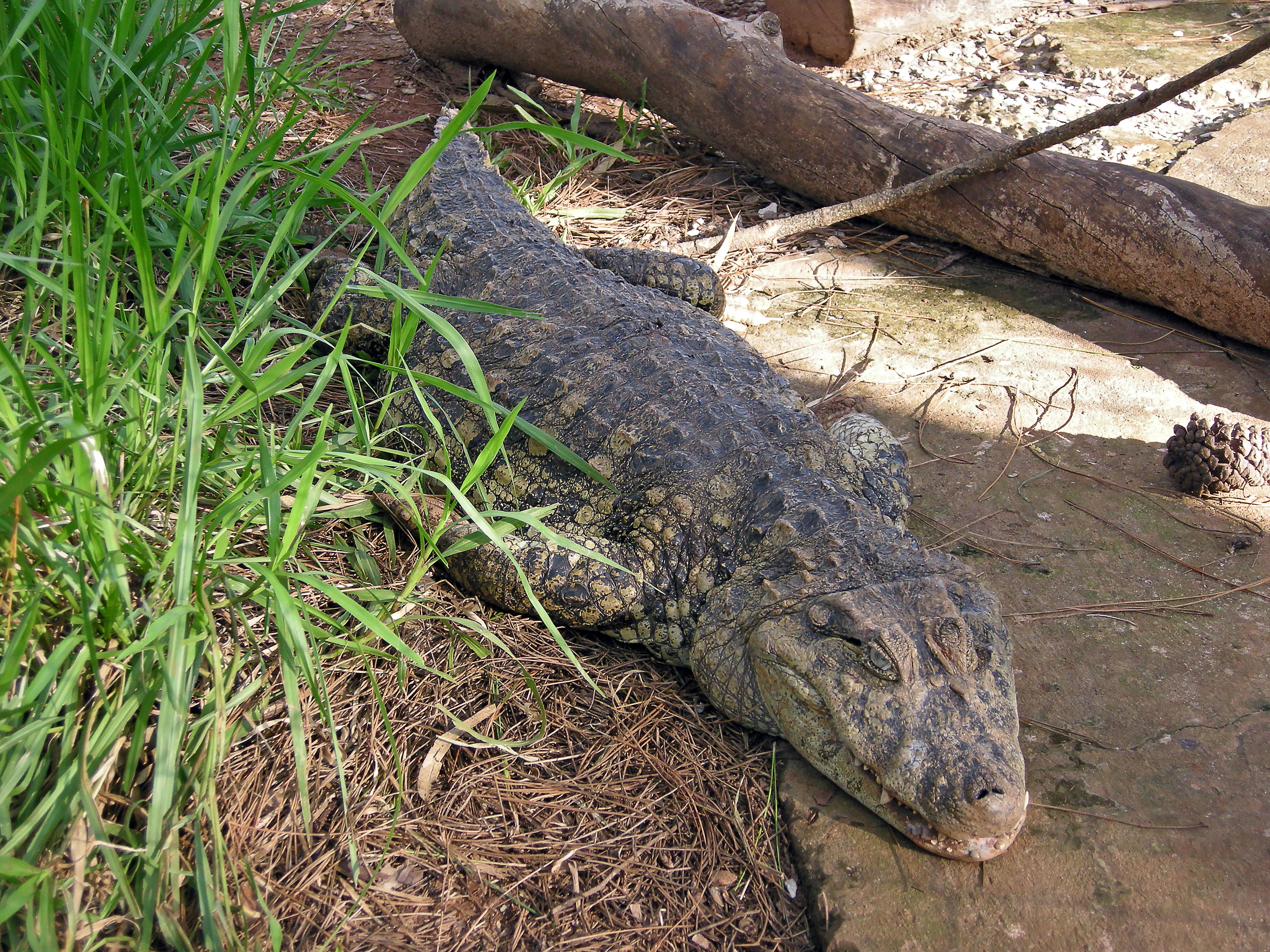
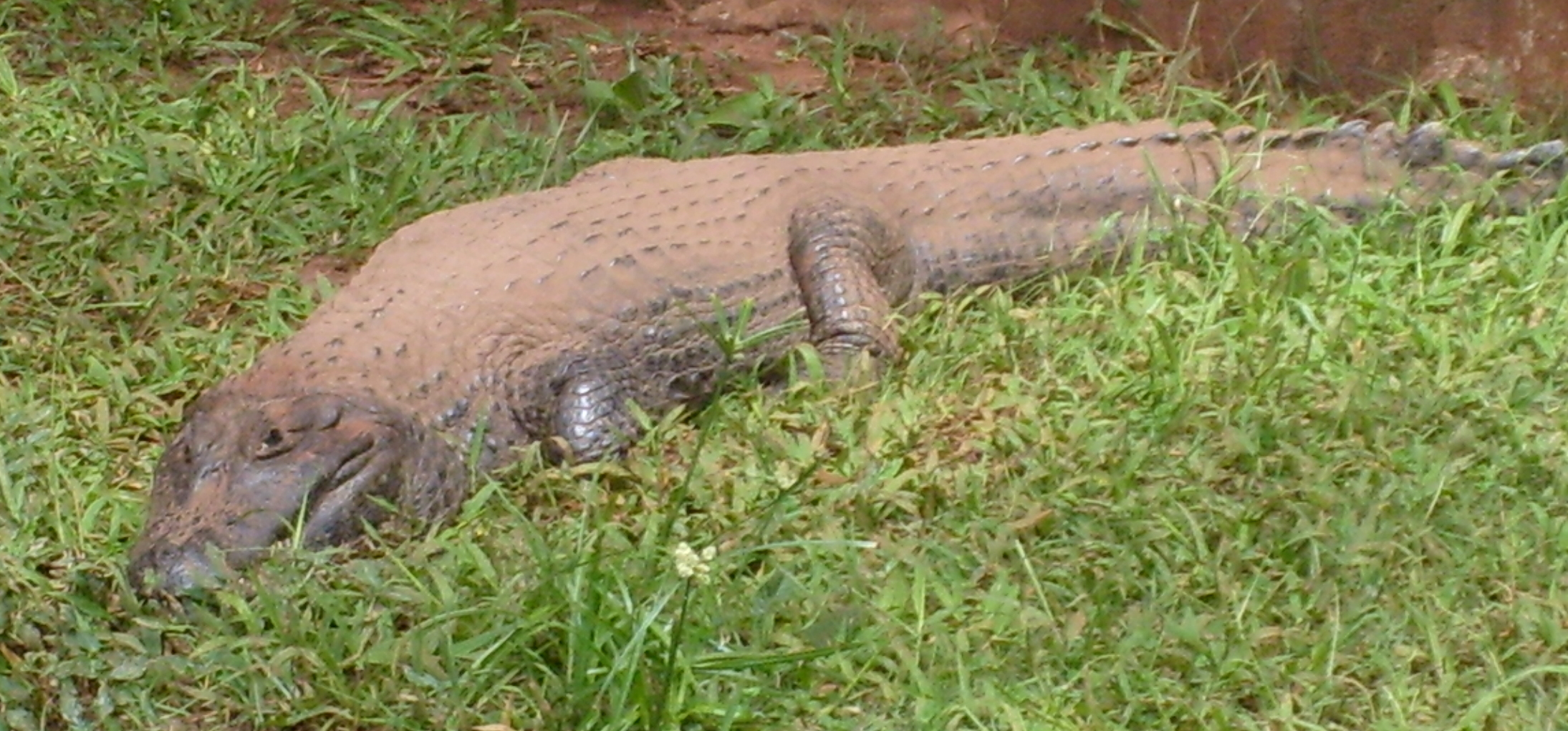
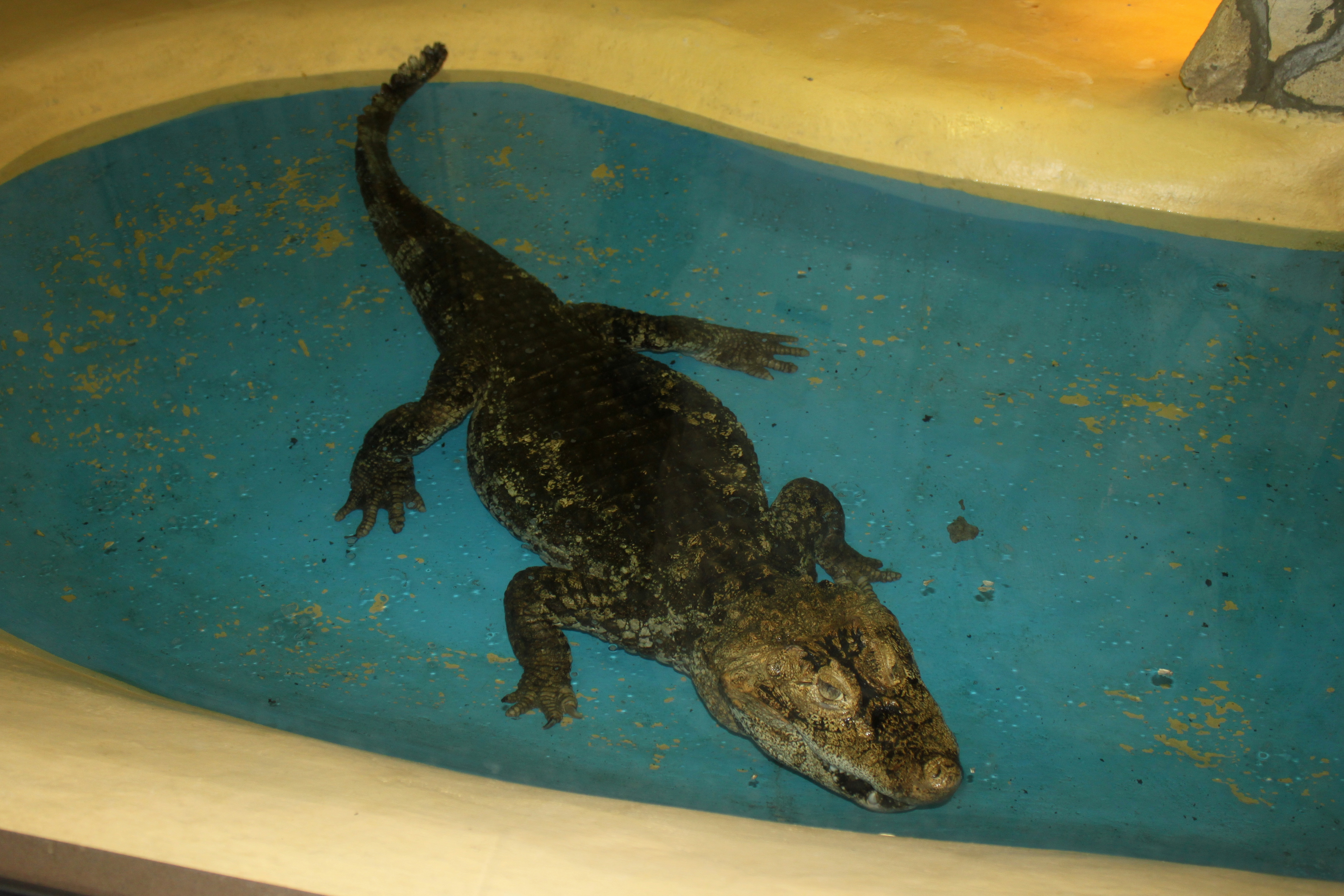

- Tập tin:Tập